# Lincoln County (Missouri)
Lincoln County je okres ve státě Missouri v USA. K roku 2010 zde žilo 52 566 obyvatel. Správním městem okresu je Troy. Celková rozloha okresu činí 1 659 km². Na východě sousedí se státem Illinois.

## Sousední okresy
| Růžice kompasu |                   | Pike County               |                     | Růžice kompasu |
| Růžice kompasu | Montgomery County | Sever                     | Calhoun County (IL) | Růžice kompasu |
| Růžice kompasu | Montgomery County | Lincoln County (Missouri) | Calhoun County (IL) | Růžice kompasu |
| Růžice kompasu | Montgomery County | Jih                       | Calhoun County (IL) | Růžice kompasu |
| Růžice kompasu | Warren County     |                           | St. Charles County  | Růžice kompasu |